# Aucha dohertyi
Aucha dohertyi är en fjärilsart som beskrevs av W. Warren 1913. Aucha dohertyi ingår i släktet Aucha och familjen nattflyn. Inga underarter finns listade i Catalogue of Life.